# 6 от 49
6 от 49 е хазартна игра, провеждана от Български спортен тотализатор два пъти седмично. Познаването на определен брой числа в играта предоставя на участника право на печалба.
Началото на играта е поставено през 1957 година.

## Подаване на фиш
Попълването на един или няколко фиша става възможно в тотопункт, като участникът попълва желаните числа с химикал. За улеснение на играчите са въведени системи за съкратено записване и пълно комбиниране, както и абонамент за няколко тиража. Тегленето на тиражите се излъчва на живо по БНТ 1 в четвъртък и неделя от 18:30 часа

## Печеливши групи
- първа група – за позналите 6 числа
- втора група – за позналите 5 числа
- трета група – за позналите 4 числа
- четвърта група – за позналите 3 числа

Провеждат се две тегления. В случай че няма познати шест числа, сумата от първа група на дадено теглене остава за следващите тиражи, докато някой не прогнозира и шестте числа – натрупва се джакпот.
Печалба може да бъде получена в 45-дневен срок, считано от деня след тиража, след което печелившите квитанции се унищожават.

## Вероятности и интересни факти
- Най-големият джакпот, чиято стойност е 9 472 606,40 лева, бива спечелен през 2012 година, тираж 92, от двама души.[1]
- Най-големият джакпот спечелен от един човек е 7 258 184,90 лв., спечелен на 14 август 2014 г. в софийски тотопункт с фиш от 2.80 лв.[2]
- Първоначално числата се теглят ръчно. От 1975 до 1981 година тегленето се осъществява посредством електрическа сфера. Оттогава е въведен принципът на въздушната струя.
- Грамажът на 49-те топки варира от 3,96 до 4,00 грама.
- Шансовете да бъдат уцелени даден брой числа са както следва:

```
(6) – 1 на 13 983 816
(5) – 1 на 54 200
(4) – 1 на 1032
(3) – 1 на 56
```